# 鮎川純太
鮎川 純太（あゆかわ じゅんた、1960年（昭和35年）9月14日 - ）は、日本の実業家、テクノベンチャー株式会社代表取締役会長。アメリカ合衆国・マサチューセッツ州ボストン出身のカトリック教徒。祖父に鮎川義介、父に鮎川弥一がいる。

## 経歴
成蹊大学経済学部を経てマサチューセッツ工科大学大学院で経営学を修め、帰国後に山一證券企業開発部でサンスイの英企業への売却や日系企業によるアメリカのベンチャー企業の買収等、国内外のM&Aを担当する。
1991年（平成3年）、父弥一の死に伴い石川六郎、石原俊、三澤千代治、石坂一義らの後援で1992年（平成4年）にテクノベンチャー代表取締役会長として入社し、1993年（平成5年）6月に代表取締役社長を兼務する。
日本アジア投資元常務岡崎善郎とジェネンテック創業者ロバート A. スワンソンを社外取締役に招聘する。ネットスケープ創設に際し出資業務に関わり、クライナー・パーキンス・コーフィールド・アンド・バイヤーズ日本人スペシャルリミテッドパートナーと、リチャード・リーの依頼でパシフィック・センチュリー・サイバーワークス・ジャパン創業時取締役を務め、日産系公益財団法人や国内外の企業、財団及びNGO等の理事・役員も兼務している。豊田章一郎と大賀典雄の招請で大賀が座長する経団連専門部会でロバート A. スワンソンと共に講演する。義介が日産コンツェルンの創始者であることからそれら企業に関わりがある。
私生活では、2005年（平成17年）1月11日に女優の杉田かおると結婚したが、同年8月11日に離婚した。関西テレビの番組内で、離婚に関する杉田の過剰な発言を「事実関係を歪曲しており、自分の名誉を毀損・侮辱するものである。」として関西テレビに訂正放送と謝罪を要求し、放送倫理・番組向上機構の人権委員会に同内容の人権救済の措置を申し立てた。この鮎川の主張は全面的に認められ、関西テレビでは再発防止を求める勧告が出された。

## 企業
テクノベンチャーは鮎川義介が第二次大戦終戦後、ベンチャー企業およびベンチャー企業家の発掘と育成の重要性を痛感し、1952年（昭和27年）に中小企業助成会なる名称で発起して第一生命を中心とする生命および損害保険各社が出資する会社型ファンドの満州投資証券が前身にあたる。義介は、東京通信工業創業時に井深大から依頼を受けて満州投資証券の事務所があった日本橋白木屋で使われていない電話交換室の一部などを事務所として提供して出資し、東都銀行を中小企業助成銀行に改組して中小企業向けの直接金融と間接金融を手掛けた。鮎川弥一は義介の没後、ベンチャー育成を受け継いでマサチューセッツ工科大学などアメリカで幅広いネットワークを作り、日本のベンチャーキャピタル業務の在り方を提案した。

## 親族
- 曽祖父：鮎川弥八 - 先収会社創設メンバー、奇兵隊元・隊士、長州藩元・藩士、飯田藤二郎 - 髙島屋元・社長。
- 祖父：鮎川義介
- 祖母：鮎川美代（旧姓：飯田）
- 義大叔父：久原房之助 ‐ 義介の前妻の兄
- 父：鮎川弥一
- 母：鮎川正子（旧姓：三谷）- 日米婦人協会メンバー、美智子皇后（現・上皇后）中高大時代の学友。
- 伯父：三谷信
- 伯母：西園寺春子（旧姓：鮎川）
  - 永井 邦子（旧姓：三谷）
  - 浅尾 道子（旧姓：三谷）
- 叔父：鮎川金次郎
- 叔母：瀬木 美菜子（本名：瀬木奈那子、旧名：鮎川奈那子） - 祐伸産業会長・
- 曽祖父：三谷宗兵衛 - 実業家、元・生糸商。
  - 長尾半平
- 祖父：三谷隆信
- 祖母：三谷李枝子（旧姓：長尾）
- 大伯父：三谷隆正、長谷川伸
- 大伯母：三谷民子 - 女子学院元・院長
- 大叔父：長尾正士 - 米国日産自動車創設メンバー、ブルーコーツ創設者
- 義大叔父：川西実三
- 義伯父：西園寺不二男
  - 永井邦夫 - オルガノ元・社長、東ソー元・副社長、日本興業銀行元・常務。
  - 浅尾新一郎 - 国際交流基金元・理事長、元・駐イタリア大使、外務省元・北米局長。
- 義叔父：瀬木庸介
- 従兄：西園寺公友 - 元・東宮侍従、三井造船元・勤務。
  - 西園寺裕夫 - 五井平和財団理事長、日本精工元・勤務。
  - 瀬木能章 - 祐伸産業社長、小田急百貨店元・勤務。
  - 瀬木貴正 - 祐伸産業取締役、本田技研工業元・勤務。
  - 三谷隆雄 - 幕張テクノガーデン社長、新日本製鐵元・勤務。
  - 三谷信雄 - そごう勤務。
  - 三谷智雄 - 浅尾慶一郎公設秘書、ソニー元・勤務。
  - 永井素夫 - 日産自動車常勤監査役、みずほ信託銀行元・副社長、日本興業銀行元・勤務。
- 従弟：浅尾慶一郎 - 環境大臣
- 再従弟：俣野弘 - 三菱東京UFJ銀行執行役員
- 再従妹：グレイ・俣野・ゆき子 - テクノベンチャー元取締役、キダー・ピーボディ元勤務
- 遠縁：田中龍夫
  - 豊田章一郎
  - 豊田章男
  - 片山豊
  - ポール E. グレイ - マサチューセッツ工科大学元・学長、元・理事長。
  - 川西薫 - 女子学院元・理事。
  - 川西進 - 東京大学名誉教授。
  - 川西剛 - 東芝元・副社長。
  - 渡辺允
  - 安倍晋三 - 政治家、第90・96・97・98代内閣総理大臣。
  - 佐藤榮治 - MPソリューション社長。
  - 井口治夫 - 関西学院大学教授、名古屋大学元・教授。
  - 中野信治 - レーシングドライバー。